# Iabet
| R15 |

Iabet je božica iz egipatske mitologije te je također poznata kao Iabtet i Abtet. Ona je božica istoka, čija je suprotnost božica Imentet. Iabet je zamišljena kao božica koja pere Raa, boga Sunca.
Njezini su muževi Min — bog plodnosti — i Iabeth — Iabetina muška verzija. Min i Iabet su zajedno štovani u gradu Panopolisu (danas Akhmim). U pogrebnom tekstu imena Amduat, Iabet je spomenuta kao Iab te je ona tamo dio skupine božicâ koje slave Raa, zajedno sa slavnom Izidom i njezinom bakom Tefnut, koja je opisana kao kći boga Sunca.
Jedna princeza — Nefertiabet — nazvana je po Iabet, a bila je kći faraona Kufua.